# Benayes
 Benayes  (en occitano Benaias) es una comuna  y población de Francia, en la región de Lemosín, departamento de Corrèze, en el distrito de Brive-la-Gaillarde y cantón de Lubersac.
Su población en el censo de 2008 era de 270 habitantes.
Está integrada en la Communauté de communes Lubersac-Auvézère.

## Demografía
| 394 | 472 | 412 | 365 | 310 | 289 | 270 |
| Para los censos de 1962 a 1999 la población legal corresponde a la población sin duplicidades (Fuente: INSEE [Consultar]) |     |     |     |     |     |     |